# Michel Richard (journaliste)
Pour les articles homonymes, voir Michel Richard.
Michel Richard, né le 2 février 1952, est un journaliste français, directeur-adjoint de la rédaction de l'hebdomadaire Le Point. Il a écrit plusieurs livres. 

## Publications

### Essais
- 1993 : Le nouveau dictionnaire des girouettes : De la volte-face en politique considérée comme un des beaux-arts, avec Sophie Coignard, Robert Laffont, 245 p.  (ISBN 2-221-07479-3)
- 1998 : 24 heures en France : Portrait insolite de la France et des Français, Gallimard, coll. « Découvertes Gallimard / Culture et société » (no 342), 144 p.  (ISBN 2070534464)
- 2002 : Les trouillards de la République : Ces politiques qui font semblant de gouverner, Balland, 154 p.  (ISBN 2-7158-1398-8)
- 2006 : La République compassionnelle, Grasset, 121 p.  (ISBN 2-246-69751-4)
- 2008 : Sarkozy, l'homme qui ne savait pas faire semblant, Larousse, coll. « À dire vrai », 125 p.  (ISBN 978-2-03-584303-6)

### Roman
- 2003 : Moi vivante, Balland, 203 p.  (ISBN 2-7158-1450-X)
- 2014 : Le mariage des enfants, Fayard, 175 p.  (ISBN 978-2-298-10070-9)
- 2017 : Cancer Rhapsodie, Lattès, 150 p.  (ISBN 978-2-7096-5958-1)

### Récit
- 2013 : Quelques corps parmi les morts, Fayard, 93 p.  (ISBN 978-2-213-67236-6)